# Komorní Lhotka
Komorní Lhotka är en ort i Tjeckien. Den ligger i den östra delen av landet, 300 km öster om huvudstaden Prag. Komorní Lhotka ligger 413 meter över havet och antalet invånare är 1 119.
Terrängen runt Komorní Lhotka är kuperad åt sydost, men åt nordväst är den platt. Runt Komorní Lhotka är det ganska tätbefolkat, med 80 invånare per kvadratkilometer. Närmaste större samhälle är Třinec, 10,5 km öster om Komorní Lhotka. Omgivningarna runt Komorní Lhotka är en mosaik av jordbruksmark och naturlig växtlighet.